# Vallisneria
Vallisneria, auch Wasserschrauben, Sumpfschrauben und eingedeutscht Vallisnerien genannt, ist eine Pflanzengattung innerhalb der Familie der Froschbissgewächse (Hydrocharitaceae). Die etwa 14 Arten gedeihen als submerse Wasserpflanzen im Süßwasser oder Brackwasser in den Subtropen bis Tropen fast weltweit. Vallisneria spiralis ist in einigen subtropischen und tropischen Gebieten, beispielsweise auf Hawaii, in Neuseeland und auch in Deutschland eine invasive Pflanze.

## Beschreibung und Autökologie

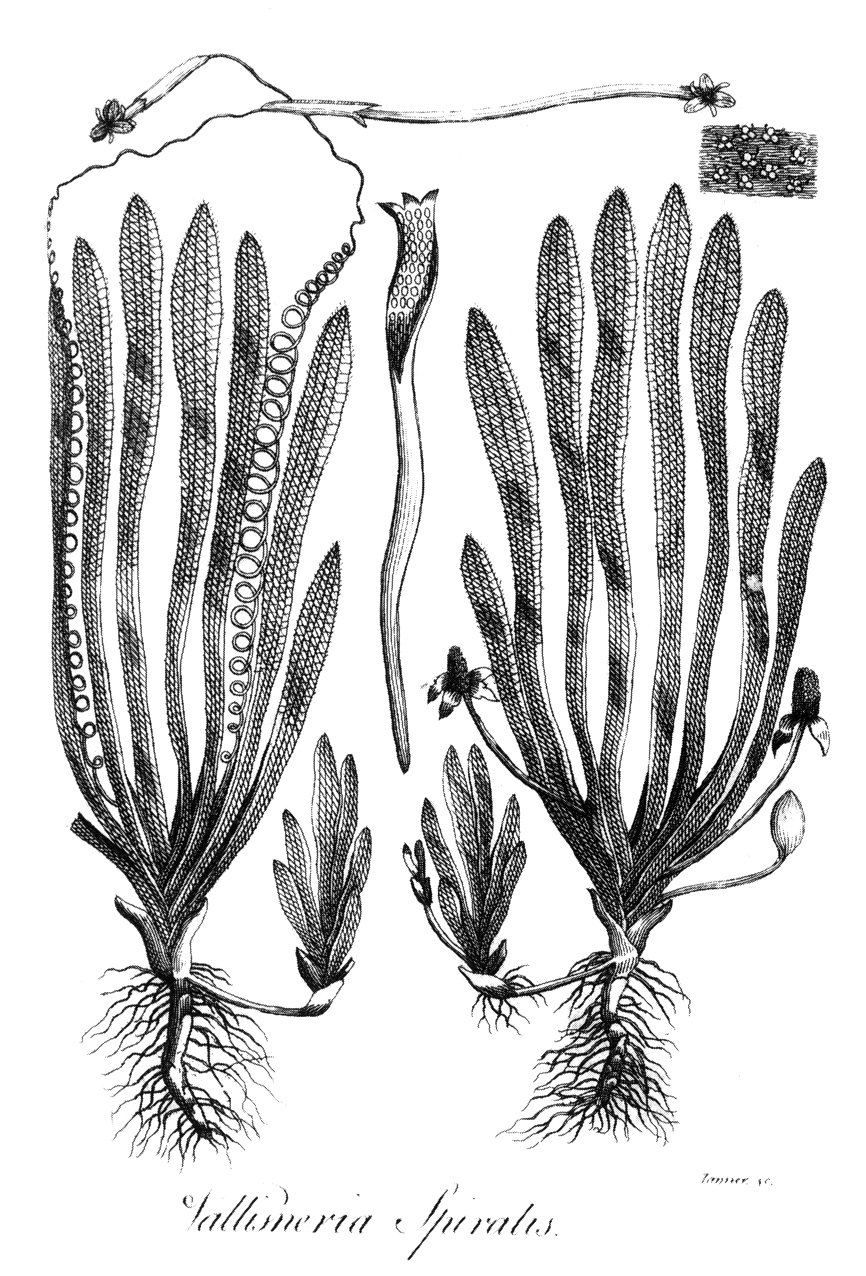
Illustration der Schrauben-Vallisnerie (Vallisneria spiralis); gut dargestellt sind die Stolonen an der Basis der ausgewachsenen Exemplare

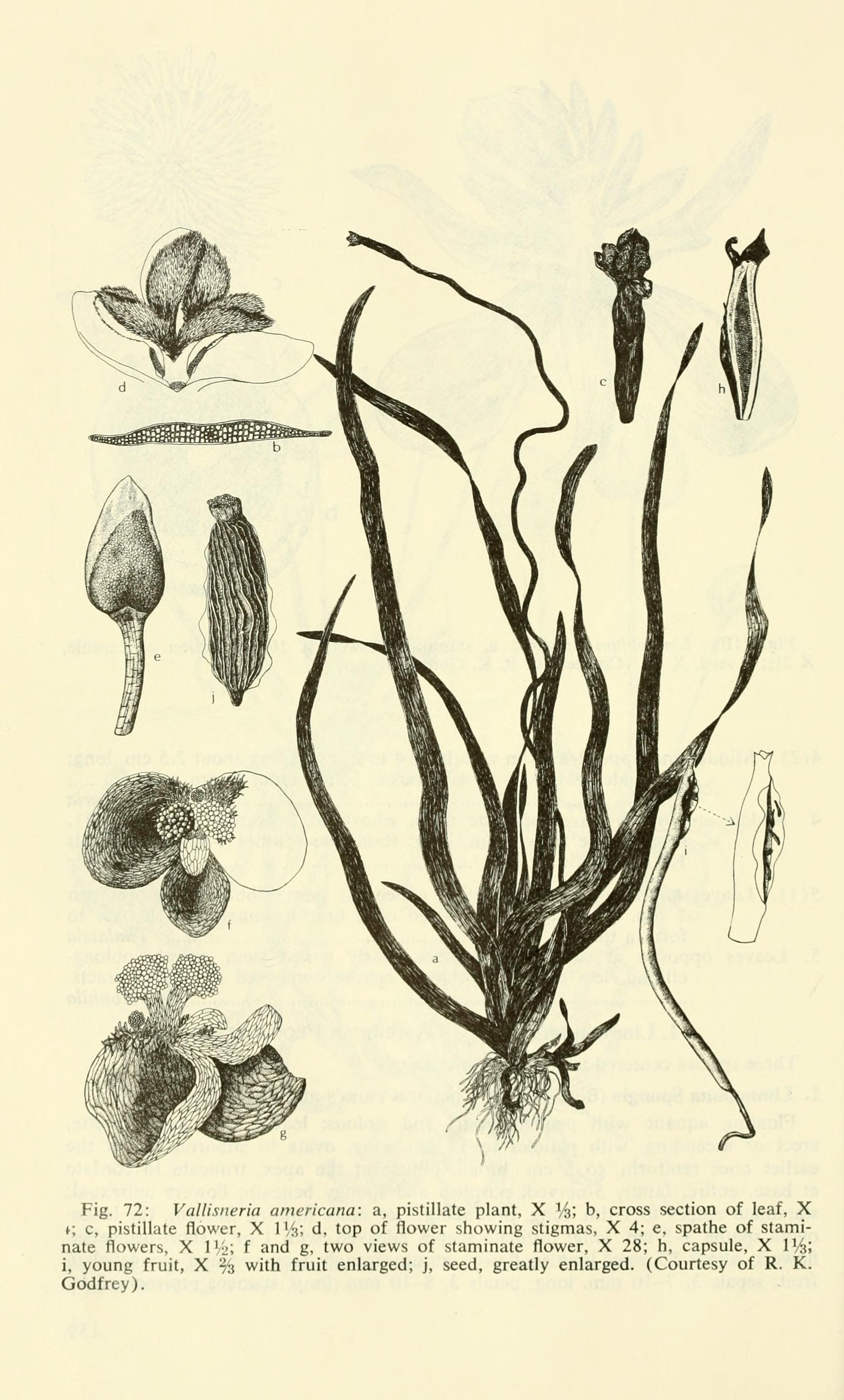
Illustration aus Aquatic and wetland plants of southwestern United States, S. 160 von Vallisneria americana

### Erscheinungsbild und Blätter
Vallisneria-Arten wachsen meist als ausdauernde, selten einjährige, krautige Pflanzen. Die aufrechten, kurzen, unverzweigten Sprossachsen bilden Wurzeln im Gewässergrund. Durch Rhizome oder Stolonen werden Bestände gebildet.
Die submersen Laubblätter sind alle grundständig oder wechselständig, spiralig oder zweizeilig am Stängel verteilt angeordnet. Die Laubblätter bestehen aus Blattscheide und Blattspreite, aber sind immer ohne Blattstiel. Die einfachen Blattspreiten sind linealisch oder riemenförmig mit einer Spreitenbasis, die allmählich in die Blattspreite übergeht, und einem stumpfen bis bespitzten oberen Ende. Es liegt Paralleladerung mit acht bis neun Blattadern vor. Die Blattränder sind glatt oder winzig gesägt.

### Blütenstände und Blüten
Vallisneria-Arten sind zweihäusig getrenntgeschlechtig (diözisch). Die seitenständigen, zymösen Blütenstände sind eingeschlechtig und besitzen eine Spatha, die aus zwei verwachsenen Tragblättern gebildet wird. Die männlichen Blütenstände stehen auf einem kurzen bis sehr kurzen Blütenstandsschaft und enthalten viele Blüten an einer zentralen Säule angeordnet. Die Spatha der männlichen Blütenstände ist eiförmig oder breit lanzettlich. Die weiblichen Blütenstände stehen auf einem langen Blütenstandsschaft, sind flutend und enthalten nur eine Blüte. In Florida, Alabama, Mississippi und Zentralamerika gibt es einige Vallisneria-Populationen, bei denen die weiblichen Blütenstände statt der nur einzelnen Blüte bis 30 Blüten enthalten. Die Spatha der männlichen Blütenstände ist röhrenförmig mit zweispaltigem oberen Ende.
Die eingeschlechtigen Blüten sind dreizählig mit doppelter Blütenhülle. Die drei Kelchblätter sind winzig, wobei bei den männlichen Blüten zwei größer sind als das dritte. Die drei transparenten Kronblätter sind länger als die Kelchblätter. Die männlichen Blüten werden vom Blütenstand freigegeben und treiben zur Wasseroberfläche. Die winzigen männlichen Blüten enthalten drei freie Staubblätter, von denen drei fertil sind oder ein bis zwei zu Staminodien reduziert sind. Die Staubbeutel sind kugelig. Die Pollenkörner werden als Monaden ausgebreitet. Die drei freien Griffel enden jeweils in einer zweispaltigen Narbe. Drei Fruchtblätter sind zu einem unterständigen, einkammerigen Fruchtknoten verwachsen, der zylindrisch oder schmal, dreieckig-zylindrisch ist. Es sind viele Samenanlagen vorhanden. Die Bestäubung erfolgt im Wasser durch die frei umhertreibenden männlichen Blüten.

### Früchte und Samen
Nach der Befruchtung wickeln sich die Blütenstandsschäfte schraubenartig auf und sorgen dafür, dass die reifenden Früchte genau unter der Wasseroberfläche gehalten werden. Die schmal zylindrischen oder schmal dreieckig-zylindrischen fleischigen und beerenartigen, zylindrischen bis ellipsoiden, gezähnten Kapselfrüchte öffnen sich in unregelmäßigen Teilen und enthalten viele Samen. Die kahlen länglichen oder spindelförmigen Samen enthalten Stärke und einen geraden Embryo mit einem Keimblatt (Kotyledon).

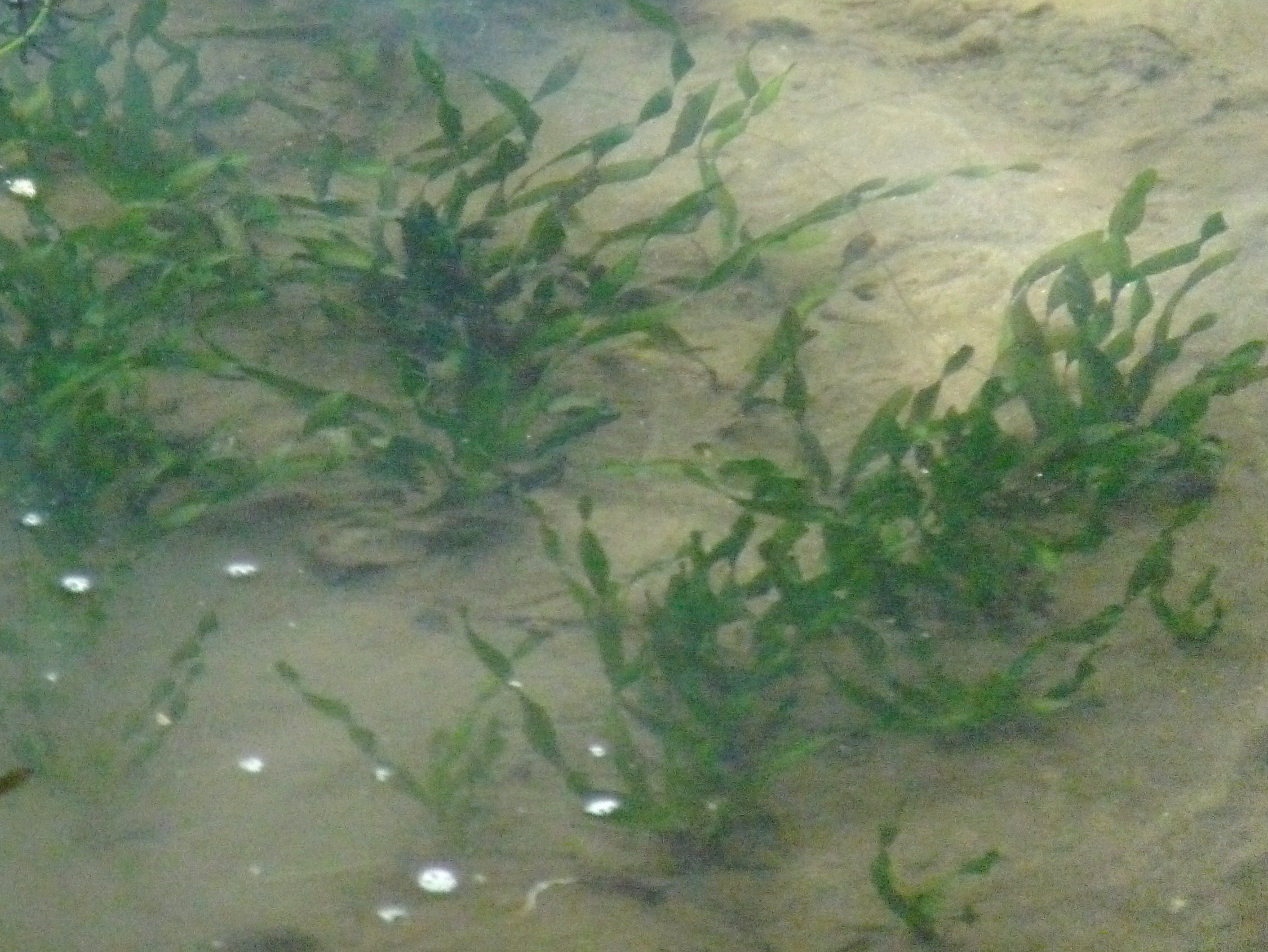
Vallisneria natans

## Systematik und Vorkommen
Vallisneria-Arten kommen in den Subtropen bis Tropen fast weltweit vor.
Die Gattung Vallisneria wurde 1753 durch Carl von Linné in Species Plantarum, 2, S. 1015 aufgestellt. Typusart ist Vallisneria spiralis L. Der Gattungsname Vallisneria ehrt den italienischen Arzt, Naturforscher und Botaniker Antonio Vallisneri (1661–1730). Synonyme für Vallisneria L. sind: Maidenia Rendle, Physkium Lour.
Die Gattung Vallisneria gehört zur Unterfamilie Hydrilloideae innerhalb der Familie Hydrocharitaceae.
Es gibt etwa 14 (Stand 2018) (8 bis 26) Vallisneria-Arten:
- Vallisneria americana Michx. (Syn.: Vallisneria spiralis var. americana (Michx.) Torr., Vallisneria neotropicalis Vict.): Sie kommt in weiten Teilen Nordamerikas von Kanada bis Mexiko und in Mittelamerika, in Kolumbien sowie auf Karibischen Inseln vor.[10]
- Vallisneria anhuiensis X.S.Shen: Sie kommt nur in der chinesischen Provinz Anhui vor.[10]
- Vallisneria annua S.W.L.Jacobs & K.A.Frank: Diese einjährige Art ist im nördlichen und zentralen Australien beheimatet.[10]
- Riesen-Vallisnerie (Vallisneria australis S.W.L.Jacobs & Les, Syn.: Vallisneria spiralis var. procera Rodway): Sie kommt in den australischen Bundesstaaten New South Wales, Queensland, Victoria, South Australia, Western Australia und Tasmanien vor.[10]
- Vallisneria caulescens F.M.Bailey & F.Muell.: Sie kommt im nördlichen Australien vor.[10]
- Vallisneria denseserrulata (Makino) Makino: Sie kommt an Fließ- und Stillgewässern im südlichen und östlichen China und auf der japanischen Insel Honshū vor.[10]
- Vallisneria erecta S.W.L.Jacobs: Sie kommt nur im nordöstlichen Queensland vor.[10]
- Vallisneria longipedunculata X.S.Shen: Sie kommt nur in der chinesischen Provinz Anhui vor.[10]
- Schmalblättrige Vallisnerie, Zwerg-Vallisnerie oder Riesen-Vallisnerie (Vallisneria nana R.Br., Vallisneria gracilis F.M.Bailey, Vallisneria gigantea Graebn.): Sie kommt von den Philippinen über Australien bis Neukaledonien vor.[10]

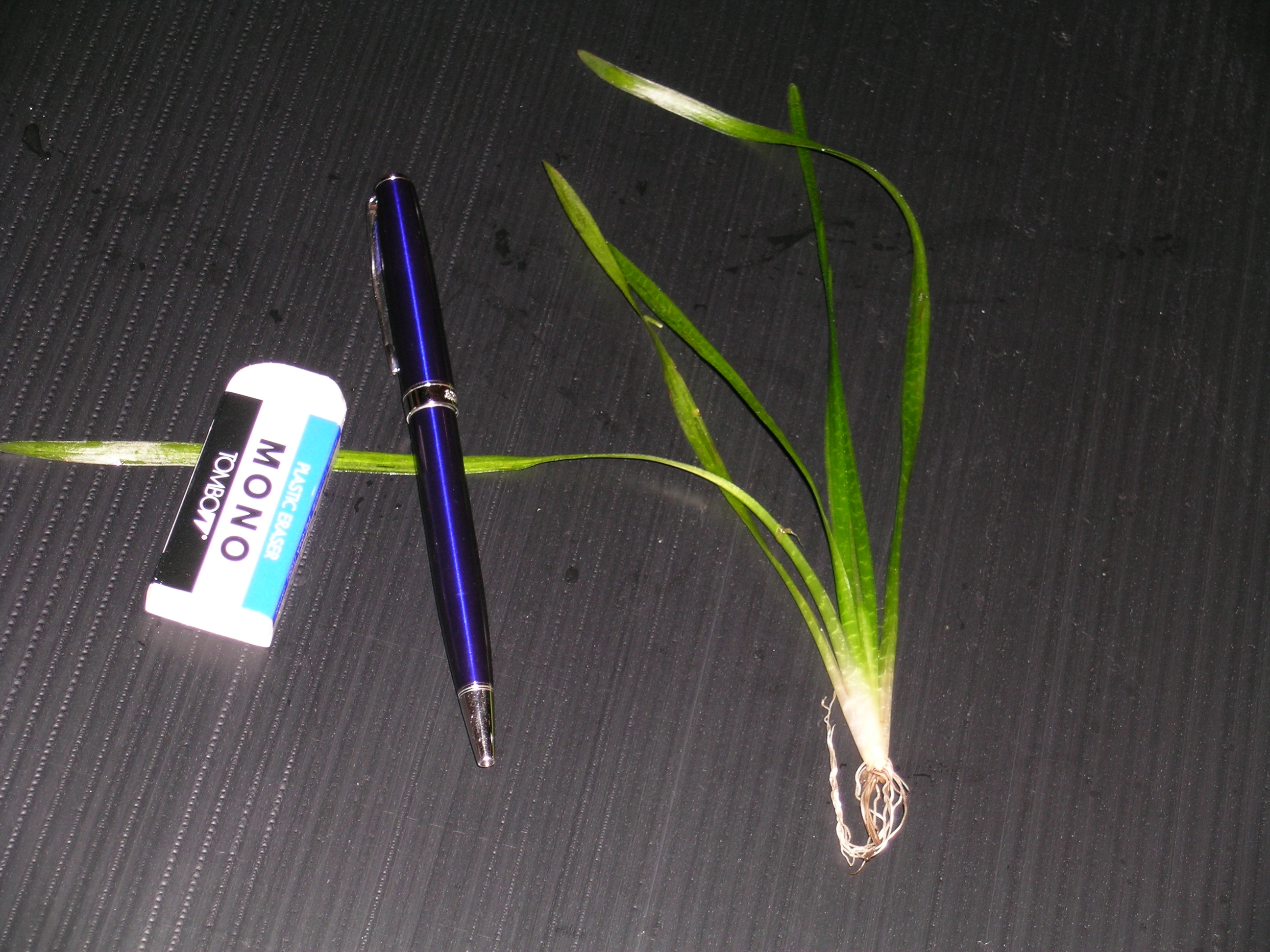
Vallisneria natans

- Vallisneria natans (Lour.) H.Hara (Syn.: Physkium natans Lour., Vallisneria physkium Juss. ex Spreng. nom. illeg., Vallisneria spiraloides Roxb., Vallisneria minor Ito, Vallisneria spiralis f. minor (Ito) Makino, Vallisneria spiralis var. subulispatha Makino, Vallisneria asiatica Miki, Vallisneria asiatica var. biwaensis Miki, Vallisneria asiatica var. higoensis Miki, Vallisneria subulispatha (Makino) Koidz., Vallisneria biwaensis (Miki) Ohwi, Vallisneria higoensis (Miki) Ohwi, Vallisneria gigantea var. higoensis (Miki) Kitam., Vallisneria natans var. biwaensis (Miki) H.Hara, Vallisneria natans var. higoensis (Miki) H.Hara, Vallisneria americana var. biwaensis (Miki) Lowden): Sie ist weitverbreitet in Asien  und kommt im Irak, Indien, Nepal, Assam, Vietnam, China, Japan, Korea, Taiwan, den Nansei-Inseln und in Russlands Fernem Osten vor.[10]
- Vallisneria rubra (Rendle) Les & S.W.L.Jacobs: Sie wurde 2008 erstbeschrieben und wurde bisher nur im nordwestlichen Australien gefunden.[10]
- Vallisneria spinulosa S.Z.Yan: Sie kommt in Stillgewässern nur in den chinesischen Provinzen Guangxi, Hubei, Hunan und Jiangsu und im südlichen Korea vor.[10]
- Gewöhnliche Wasserschraube (Vallisneria spiralis L.), Syn.: Vallisneria jacquinii Savi, Vallisneria michelii Savi, Vallisneria linnet Bercht. & J.Presl, Vallisneria jacquiniana Spreng., Vallisneria micheliana Spreng., Vallisneria pusilla Barbieri ex Bertol., Vallisneria aethiopica Fenzl, Vallisneria numidica Pomel, Vallisneria spiralis subvar. jacquinii (Savi) Nyman, Vallisneria spiralis subvar. michelii (Savi) Nyman, Vallisneria spiralis var. pusilla (Barbieri ex Bertol.) Nyman, Vallisneria spiralis f. aethiopica (Fenzl) T.Durand & Schinz, Vallisneria spiralis var. numidica (Pomel) Maire & Weiller: Sie ist weitverbreitet in Eurasien und kommt auch im südlichen Afrika vor.[10]
- Vallisneria triptera S.W.L.Jacobs & K.A.Frank: Sie kommt nur im nördlichen Australien vor.[10]

Bei den Trivialnamen der Arten herrscht durch viele Handelsnamen Vielfalt und Wirrwarr. Ein Beispiel ist Riesen-Vallisnerie, der sinnvollerweise nicht mehr zu verwenden ist, da er für Vallisneria australis und Vallisneria gigantea, die nur noch ein Synonym von Vallisneria nana ist, benutzt wird/wurde.

## Nutzung
Als Pflanze in Teichen und Aquarien werden beispielsweise die Schrauben-Vallisnerie (Vallisneria spiralis), die Amerikanische Wasserschraube (Vallisneria americana) und Vallisneria nana kultiviert. Es gibt auch einige Ausleseformen mit Abweichungen in der Blattfarbe, die als Aquarienpflanzen eingesetzt werden.